# Čižatice
Čižatice este o comună slovacă, aflată în districtul Košice-okolie din regiunea Košice. Localitatea se află la altitudinea de 280 m deasupra n.m., se întinde pe o suprafață de 7,67 km2 și în 2017 număra 407 locuitori.

## Istoric
Localitatea Čižatice este atestată documentar din 1299.

## Demografie
| An:                | 1994 | 2004   | 2014   | 2024   |
| ------------------ | ---- | ------ | ------ | ------ |
| Număr de persoane: | 362  | 364    | 385    | 409    |
| Diferență:         |      | +0,55% | +5,76% | +6,23% |

| An:                | 2023 | 2024   |
| ------------------ | ---- | ------ |
| Număr de persoane: | 403  | 409    |
| Diferență:         |      | +1,48% |